# ثعلبة بن سلامة العاملي
ثَعْلَبَة بن سلامة بن جحدم العاملي (ت. 132 هـ / 750 م) والي الأندلس في عهد الدولة الأموية، وقائد جند الأردن الذين شاركوا في جيش كلثوم بن عياض القشيري الذي أرسله الخليفة هشام بن عبد الملك لقمع ثورة البربر في المغرب الأقصى.

## سيرته
في عام 123 هـ، ثار البربر في طنجة على عبيد الله بن الحبحاب والي مصر وأفريقية، وفشل عبيد الله في إنهاء ثورة البربر، فعزله الخليفة هشام بن عبد الملك ووجه في جمادى الآخر 123 هـ جيشًا بقيادة كلثوم بن عياض القشيري، وأمر بجمع الجند من ولايات الشام، فجمعوا له من حمص ودمشق وقنسرين وفلسطين والأردن ومصر ثلاثين ألف مقاتل لقتال البربر.
سار هذا الجيش حتى لقي جيش البربر بقيادة خالد بن حميد الزناتي قرب طنجة، وانهزم جيش كلثوم، وقتل كلثوم نفسه، في تلك المعركة. ثم استطاع بلج بن بشر القشيري ابن أخ كلثوم بالانسحاب بالجيش والتحصن في سبتة، فحاصرهم البربر، ولما طال بهم الحصار، فكتب بلج إلى عبد الملك بن قطن، ويستأذنه في العبور بمن بقي من الجيش إلى الأندلس، فلم يأذن لهم بذلك. شجعت ثورة البربر في المغرب إخوانهم في الأندلس على الثورة على والي الأندلس عبد الملك بن قطن، الذي فشل في احتواء هذه الثورة. فإضطر للاستعانة ببلج ومن معه من جند الشام، فكتب إليهم يدعوهم للأندلس على أن يقيموا فيها سنة واحدة، ويعاونوه على دحر ثورة بربر الأندلس، ولضمان ذلك عليهم أن يقدموا الرهائن تضمن له وفائهم بالعهد.
عبر بلج بعشرة آلاف رجل، وتعاونوا مع عبد الملك على قتال بربر الأندلس وهزموهم، ثم اختلفوا مع ابن قطن ودبّ بينهم جو من انعدام الثقة، فثار جند الشام على عبد الملك وخلعوه، وولوا بلج بن بشر مكانه، ثم قتلوا عبد الملك. غضب لذلك قطن وأمية ابنا عبد الملك بن قطن فجمعوا عدد كبير من عرب الأندلس، وقاتلوا بلج وجند الشام، غير أن جند الشام هزموهم هزيمة ساحقة قرب سرقسطة في شوال 124 هـ، وأصيب بلج في تلك المعركة إصابة بالغة توفي على إثرها بعد يومين، وخلفه ثعلبة بن سلامة العاملي.
بدأ ثعلبة ولايته بالزحف نحو ماردة معقل المتمردين من العرب والبربر، لكنه وجد نفسه أمام قوات لا قبل له بها، فاضطر للتحصن في ماردة، إلى أن استغل ثعلبة حلول عيد فطر أو أضحى، فباغت المتمردين بهجوم مضاد كسر به الحصار، وقتل منهم عددًا كبيرًا وسبى نحو عشرة آلاف معظمهم من النساء والأطفال. ثم سار ثعلبة بهم إلى قرطبة، وباعهم كعبيد، مستنُّا بذلك سنة لم يستنها أحد من الولاة قبله. مما دفع الأندلسيين للاستنجاد حنظلة بن صفوان الكلبي والي إفريقية الجديد، فأرسل لهم أبا الخطار الحسام بن ضرار الكلبي واليًا على الأندلس، فامتثل له جند الشام وسط معارضة قليلة. ثم أخرج أبو الخطار ثعلبة بن سلامة إلى إفريقية في سفينة، ومعه عدد من جند الشام، فلحقوا بالوالي حنظلة بن صفوان الكلبي. ثم عاد ثعلبة مع معظم قادة جند الشام إلى المشرق، بعدما بلغهم مقتل الخليفة الوليد بن يزيد. وقد ولي ثعلبة بن سلامة الأردن، للخليفة مروان بن محمد، ثم صاحبه في عام 132 هـ في رحلته إلى مصر هربًا من العباسيين وقتل مع مروان في مصر ، وقال ابن حزم أن لثعلبة ذرية ببلة العامليين في مدينة رية بالأندلس .